# Coupe Challenge féminine de handball 2016-2017
Navigation
Coupe Challenge 2015-2016 Coupe Challenge 2017-2018
La Coupe Challenge 2016-2017 est la 24e édition de la Coupe Challenge de handball féminin, compétition créée en 1993.

## Formule
La Coupe Challenge, a priori la moins réputée des différentes compétitions européennes, est également appelée C4.
L’épreuve débute par un tour préliminaire opposant 18 équipes qui jouent en match aller-retour et rejoignent en huitièmes de finale les 7 équipes directement qualifiées.

## Résultats

### Tour préliminaire
| Date Aller      | Club         | Aller   | Total   | Retour  | Club                | Date            |
| --------------- | ------------ | ------- | ------- | ------- | ------------------- | --------------- |
| 2 octobre 2016  | ŽRK Ilidza   | 23 – 33 | 39 – 70 | 16 – 37 | Zagnosspor          | 22 octobre 2016 |
| 15 octobre 2016 | SSV Dornbirn | 36 – 36 | 54 – 66 | 20 – 30 | CS Madeira          | 22 octobre 2016 |
| 16 octobre 2016 | ASD Ariosto  | 24 – 28 | 41 – 62 | 17 – 34 | DHB Rotweiss        | 22 octobre 2016 |
| 15 octobre 2016 | ŽRK Kumanovo | 17 – 23 | 32 – 54 | 15 – 31 | Helvetia Alcobendas | 22 octobre 2016 |

### Seizièmes de finale
| Équipe 1                  | Score    | Équipe 2                 | Aller   | Retour  |
| ------------------------- | -------- | ------------------------ | ------- | ------- |
| UHC Müllner Bau Stockerau | 37 – 61  | Kram Start Elbląg        | 17 – 28 | 20 – 33 |
| LK Zug                    | 85 – 24a | Olympia HC               | 45 – 17 | 40 – 7  |
| Ardeşen GSK               | 58 – 47  | ŽRK Danilovgrad          | 30 – 23 | 28 – 24 |
| Virto/Quintus             | 90 – 40b | ŽRK Mira Prijedor        | 46 – 19 | 44 – 21 |
| Helsinki IFK              | 33 – 71c | Rocasa Gran Canaria      | 12 – 39 | 21 – 32 |
| Haukar Hafnarfjörður      | 50 – 41d | Jomi Salerno             | 23 – 19 | 27 – 22 |
| H 65 Höör                 | 51 – 46  | Prosetecnisa Zuazo       | 31 – 25 | 20 – 21 |
| HC Svilengrad-PU          | 39 – 53  | Vardar Skopje rés.       | 17 – 24 | 22 – 29 |
| Fémina Visé               | 36 – 50e | ABU Bakou                | 16 – 26 | 20 – 24 |
| DHC Sokol Poruba          | 65 – 19f | HC Mamuli                | 34 – 12 | 31 – 7  |
| ŽRK Mlinotest Ajdovščina  | 48 – 43g | Zağnos SK                | 25 – 22 | 23 – 21 |
| HC Karpaty Oujhorod       | 54 – 42h | DHB Rotweiss Thun        | 34 – 25 | 20 – 17 |
| CS Madeira                | 45 – 69  | Lokomotiva Zagreb        | 24 – 29 | 21 – 40 |
| Maccabi Arazim Ramat Gan  | 59 – 59i | KHF Shqiponja            | 31 – 30 | 28 – 29 |
| Helvetia BM Alcobendas    | 44 – 50  | Colégio de Gaia          | 25 – 21 | 19 – 29 |
| HC Dnepryanka Kherson     | 40 – 63j | Mecalia Atlético Guardés | 22 – 33 | 18 – 30 |

aLes deux matchs ont été accueillis par l'Olympia HC.
bLes deux matchs ont été accueillis par le Virto/Quintus.
cLes deux matchs ont été accueillis par le Rocasa Gran Canaria.
dLes deux matchs ont été accueillis par le Jomi Salerno.
eLes deux matchs ont été accueillis par l'ABU Bakou.
eLes deux matchs ont été accueillis par le HC Mamuli.
eLes deux matchs ont été accueillis par le Zagnosspor.
eLes deux matchs ont été accueillis par l'HC Karpaty.
eLes deux matchs ont été accueillis par le KHF Shqiponja.
eLes deux matchs ont été accueillis par le Mecalia Atlético Guardés.

### Huitièmes de finale
| Date Aller      | Club                 | Aller   | Total   | Retour  | Club                | Date            |
| --------------- | -------------------- | ------- | ------- | ------- | ------------------- | --------------- |
| 4 février 2017  | Haukar Hafnarfjörður | 26 – 29 | 50 – 51 | 24 – 22 | Virto / Quintus     | 5 février 2017  |
| 4 février 2017  | DHC Sokol Poruba     | 51 – 18 | 97 – 40 | 46 – 22 | KHF Shqipona        | 11 février 2017 |
| 4 février 2017  | Lokomotiva Zagreb    | 33 – 25 | 57 – 25 | 24 – 20 | Ardeşen GSK         | 12 février 2017 |
| 4 février 2017  | ZRK Mlinotest        | 18 – 31 | 39 – 67 | 21 – 36 | Gran Canaria ACE    | 11 février 2017 |
| 5 février 2017  | Colégio de Gaia      | 26 – 30 | 48 – 62 | 22 – 32 | Atlético Guardes    | 12 février 2017 |
| 5 février 2017  | H 65 Höör            | 26 – 13 | 52 – 33 | 26 – 20 | Vardar Skopje rés.  | 12 février 2017 |
| 10 février 2017 | ABU Bakou            | 23 – 33 | 47 – 65 | 24 – 32 | EB Start Elbląg     | 11 février 2017 |
| 11 février 2017 | LK Zug Handball      | 29 – 25 | 65 – 60 | 36 – 25 | HC Karpaty Oujhorod | 12 février 2017 |

### Phase finale
| Équipe                   | Équipe              |
| ------------------------ | ------------------- |
| Lokomotiva Zagreb        | DHC Sokol Poruba    |
| Mecalia Atlético Guardes | Rocasa Gran Canaria |
| Virto / Quintus          | EB Start Elbląg     |
| LK Zug Handball          | H 65 Höör           |

|  | Quarts de finale         | Quarts de finale         | Quarts de finale | Quarts de finale |                   |                   | Demi-finales | Demi-finales | Demi-finales | Demi-finales |  |  | Finale | Finale | Finale | Finale |
|  |                          |                          |                  |                  |                   |                   |              |              |              |              |  |  |        |        |        |        |
|  |                          |                          |                  |                  |                   |                   |              |              |              |              |  |  |        |        |        |        |
|  |                          |                          |                  |                  |                   |                   |              |              |              |              |  |  |        |        |        |        |
|  | Lokomotiva Zagreb        | Lokomotiva Zagreb        | 29               | 23               |                   |                   |              |              |              |              |  |  |        |        |        |        |
|  | Lokomotiva Zagreb        | Lokomotiva Zagreb        | 29               | 23               |                   |                   |              |              |              |              |  |  |        |        |        |        |
|  | Rocasa Gran Canaria      | Rocasa Gran Canaria      | 24               | 26               |                   |                   |              |              |              |              |  |  |        |        |        |        |
|  | Rocasa Gran Canaria      | Rocasa Gran Canaria      | 24               | 26               | Lokomotiva Zagreb | Lokomotiva Zagreb | 24           | 27           |              |              |  |  |        |        |        |        |
|  |                          |                          |                  |                  | Lokomotiva Zagreb | Lokomotiva Zagreb | 24           | 27           |              |              |  |  |        |        |        |        |
|  |                          |                          | Virto / Quintus  | Virto / Quintus  | 23                | 16                |              |              |              |              |  |  |        |        |        |        |
|  | Virto / Quintus          | Virto / Quintus          | Virto / Quintus  | Virto / Quintus  | 23                | 16                | 35           | 34           |              |              |  |  |        |        |        |        |
|  | Virto / Quintus          | Virto / Quintus          |                  |                  |                   |                   |              | 34           |              |              |  |  |        |        |        |        |
|  | LK Zug Handball          | LK Zug Handball          | 12               | 21               |                   |                   |              |              |              |              |  |  |        |        |        |        |
|  | LK Zug Handball          | LK Zug Handball          | 12               | 21               | Lokomotiva Zagreb | Lokomotiva Zagreb | 23           | 24           |              |              |  |  |        |        |        |        |
|  |                          |                          |                  |                  | Lokomotiva Zagreb | Lokomotiva Zagreb | 23           | 24           |              |              |  |  |        |        |        |        |
|  |                          |                          | H 65 Höör        | H 65 Höör        | 19                | 21                |              |              |              |              |  |  |        |        |        |        |
|  | H 65 Höör                | H 65 Höör                | H 65 Höör        | H 65 Höör        | 19                | 21                | 24           | 29           |              |              |  |  |        |        |        |        |
|  | H 65 Höör                | H 65 Höör                |                  |                  |                   |                   |              |              |              |              |  |  |        |        |        |        |
|  | Mecalia Atlético Guardes | Mecalia Atlético Guardes | 21               | 24               |                   |                   |              |              |              |              |  |  |        |        |        |        |
|  | Mecalia Atlético Guardes | Mecalia Atlético Guardes | 21               | 24               | H 65 Höör         | H 65 Höör         | 28           | 22           |              |              |  |  |        |        |        |        |
|  |                          |                          |                  |                  | H 65 Höör         | H 65 Höör         | 28           | 22           |              |              |  |  |        |        |        |        |
|  |                          |                          | DHC Sokol Poruba | DHC Sokol Poruba | 16                | 14                |              |              |              |              |  |  |        |        |        |        |
|  | EB Start Elbląg          | EB Start Elbląg          | DHC Sokol Poruba | DHC Sokol Poruba | 16                | 14                | 29           | 14           |              |              |  |  |        |        |        |        |
|  | EB Start Elbląg          | EB Start Elbląg          |                  |                  |                   |                   |              | 14           |              |              |  |  |        |        |        |        |
|  | DHC Sokol Poruba         | DHC Sokol Poruba         | 24               | 27               |                   |                   |              |              |              |              |  |  |        |        |        |        |
|  | DHC Sokol Poruba         | DHC Sokol Poruba         | 24               | 27               |                   |                   |              |              |              |              |  |  |        |        |        |        |
|  |                          |                          |                  |                  |                   |                   |              |              |              |              |  |  |        |        |        |        |

#### Quarts de finale
| Date Aller  | Club              | Aller | Total | Retour | Club                | Date Retour  |
| ----------- | ----------------- | ----- | ----- | ------ | ------------------- | ------------ |
| 5 mars 2017 | H 65 Höör         | 24-21 | 53-45 | 29-24  | M. Atlético Guardes | 12 mars 2017 |
| 4 mars 2017 | EB Start Elbląg   | 29-24 | 43-51 | 14-27  | DHC Sokol Poruba    | 11 mars 2017 |
| 4 mars 2017 | Virto / Quintus   | 35-12 | 69-41 | 34-21  | LK Zug Handball     | 5 mars 2017  |
| 4 mars 2017 | Lokomotiva Zagreb | 29-24 | 52-50 | 23-26  | Rocasa Gran Canaria | 12 mars 2017 |

#### Demi-finales
| Date Aller | Club              | Aller | Total  | Retour | Club             | Date Retour |
| ---------- | ----------------- | ----- | ------ | ------ | ---------------- | ----------- |
| avril 2017 | H 65 Höör         | 28-16 | 50-30  | 22-14  | DHC Sokol Poruba | avril 2017  |
| avril 2017 | Lokomotiva Zagreb | 24-23 | 51-39a | 27-16  | Virto / Quintus  | avril 2017  |

Notes
aLes deux matchs ont été accueillis par le HC Lokomotiva  Zagreb.

#### Finale
| Date Aller | Club              | Aller | Total | Retour | Club      | Date Retour |
| ---------- | ----------------- | ----- | ----- | ------ | --------- | ----------- |
| 7 mai 2017 | Lokomotiva Zagreb | 23-19 | 47-40 | 24-21  | H 65 Höör | 13 mai 2017 |

## Les championnes d'Europe
| Championne d'Europe - Coupe Challenge 2016-2017 Lokomotiva Zagreb 1er titre |

## Statistiques
| Rang | Nom            | Équipe            | Buts |
| ---- | -------------- | ----------------- | ---- |
| 1    | Stela Posavec  | Lokomotiva Zagreb | 61   |
| 2    | Larissa Kalaus | Lokomotiva Zagreb | 55   |
| 3    | Daisy Hage     | Virto / Quintus   | 51   |